# Joest Racing
Joest Racing é uma equipe de corrida que foi criada em 1978 pelo ex-piloto de fábrica da Porsche Reinhold Joest. Desde 1984, a Joest Racing venceu as 24 Horas de Le Mans dezesseis vezes com várias marcas (Porsche, Audi e Bentley), tornando a equipe mais bem sucedida em corridas de carros da época. Alem disso, obteve titulos no Campeonato Alemão de Automobilismo, o Deutsche Tourenwagen Meisterschaft, o Campeonato Mundial de Resistência, a American Le Mans Series e a Le Mans Series. 
Atualmente é a equipe oficial da Mazda no IMSA SportsCar Championship.
É conhecida pela excelente preparação de seus carros, bem como o trabalho rápido nos boxes, o que lhes dá uma vantagem, mesmo quando correndo contra outras equipes com carros idênticos.

## Sport Prototipos

### Porsche
Como combinado, o proprietário da equipe, Reinhold Joest começou a corrida a bordo de um Porsche 908 / 3 no European Sports Car Championship, conquistando o título do motorista. Ele então passou ao Porsche 935s, vencendo as 24 Horas de Daytona em 1980. A equipe venceu o Campeonato Alemão de Automobilismo back to back com o piloto Bob Wollek, em 1982 e 1983. Durante a temporada de 1982, enquanto o Porsche 956 estava disponível apenas para a equipe de obras, a Joest adaptou o telhado de  um Porsche 936 para entrar no Grupo C do Campeonato Mundial de Endurance.

### Audi
Em 1998, após ter sido associada com a Porsche, durante muitos anos, a equipe assinou um contrato de empreitada com a Audi (sendo o seu CEO Ferdinand Piech, neto de Porsche) para apoiá-los para as 24 Horas de Le Mans 1999. A Joest ajudou a construir e desenvolver a Audi R8R. Audi, não sendo certo que o conceito foi melhor, também apoiaram a entrada na LM-GTP, com o Audi R8C, desenvolvido pela RTN. Embora o Audi R8C nunca tenha obtido um desenvolvimento aceitável, os dois Audi R8R eram fiáveis, eram muito lentos contra as duas BMW V12 LMR e o Toyota GT-One.
Audi e Joest se voltaram para o desenvolvimento do Audi R8, ganhando sua primeira vitória em 2000 na 12 Horas de Sebring, e indo na vitória em Le Mans. Entre 2000 e 2002, os carros R8 tomaram uma série de vitórias em Le Mans, Sebring e Le Mans Petit, bem como os títulos da American Le Mans Series, em cada ano.
Em 2006, a Joest Racing começou a produção do sucessor vitorioso do Audi R8, o Audi R10. Eles começaram a temporada de 2006 com uma vitória nas 12 Horas de Sebring, e levou também NAS 24 Horas de Le Mans 2006, e novamente em 2008, ambas as vezes contra o diesel da Peugeot o Peugeot 908 HDi FAP coupe.
Em 2009, Joest e Audi apresentaram o Audi R15 carro esporte, o substituto para o R10. No entanto devido a troca dos motores V12 para motores V10 diesel, o desempenho dos protótipos diminuíram, apesar do manejo aerodinâmico do veículo ter progredido em muito se comparado ao Audi R10. Com isso a Joest abriu um espaço para que finalmente o Peugeot 908 conseguisse a sua primeira vitória nas 24 Horas de Le Mans 2009, quebrando um jejum de vitórias desde 2000 pela equipe Joest.

## Carros de Turismos
Em 1994, Joest tornou-se a equipe oficial de Opel no Deutsche Tourenwagen Meisterschaft, desenvolvindo os Opel Calibra. Na sua primeira temporada, Manuel Reuter e Keke Rosberg ficando oitavo e 14º no campeonato respectivamente, com um podio cada um.
Em 1995, Reuter obteve um podio no DTM, concluindo 12º no DTM, enquanto no Campeonato Internacional de Carros de Turismos, concluiu sexto com um podio. JJ Lehto finalizou 13º e 11º respectivamente, com um podio, enquanto Yannick Dalmas e Ni Amorim não conseguiram podios em nenhuma das dois series. No ano seguinte, o campeonato alemão se tornou internacional, onde Reuter sagrou-se campeão com três vitorias e nove podios. No entanto, Alexander Wurz, Dalmas e Oliver Gavin não obtiveram podios. O campeonato cancelou-se para o ano 1997 devido aos altos costos.
Joest voltou as corridas de carros de turismos em 2004 com um Audi A4 para a campanha no Deutsche Tourenwagen Masters. Os seus pilotos Frank Biela e Emanuele Pirro não obtiveram bons resultado, com o italiano pontuando em quatro corridas, ficando 11º no campeonato, enquanto o alemão foi 17º sem pontos. No ano seguinte, competiu com o Audi A4 da temporada anterior. Christian Abt obteve um segundo lugar, um quarto e um sexto, concluindo nono no campeonato. Enquanto Frank Stippler e Pierre Kaffer ficaram 14º e 15º respectivamente, pontuando em três e dois corridas, e Rinaldo Capello concluiu ultimo sem pontos.

## Fotos

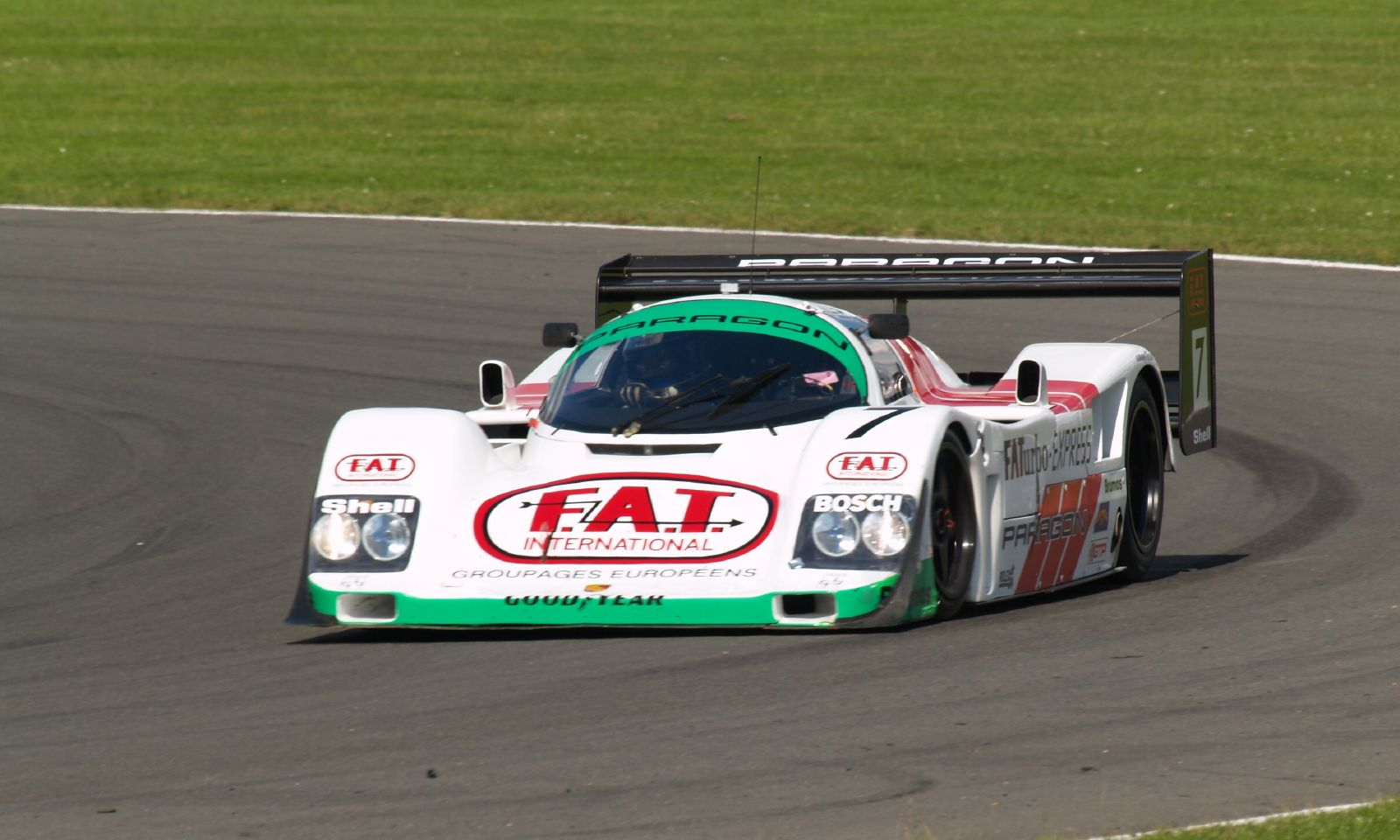
Porsche 962
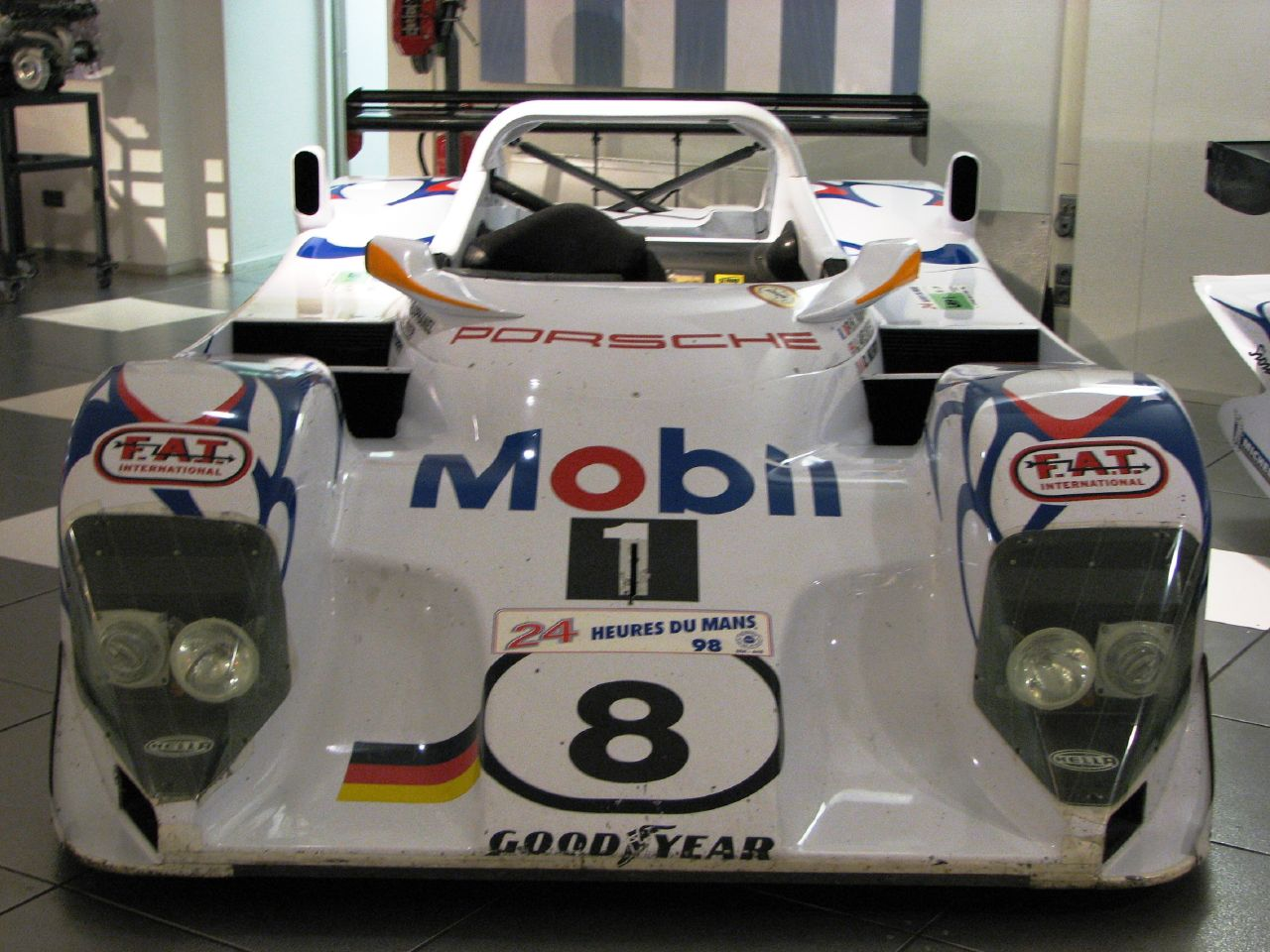
Porsche WSC
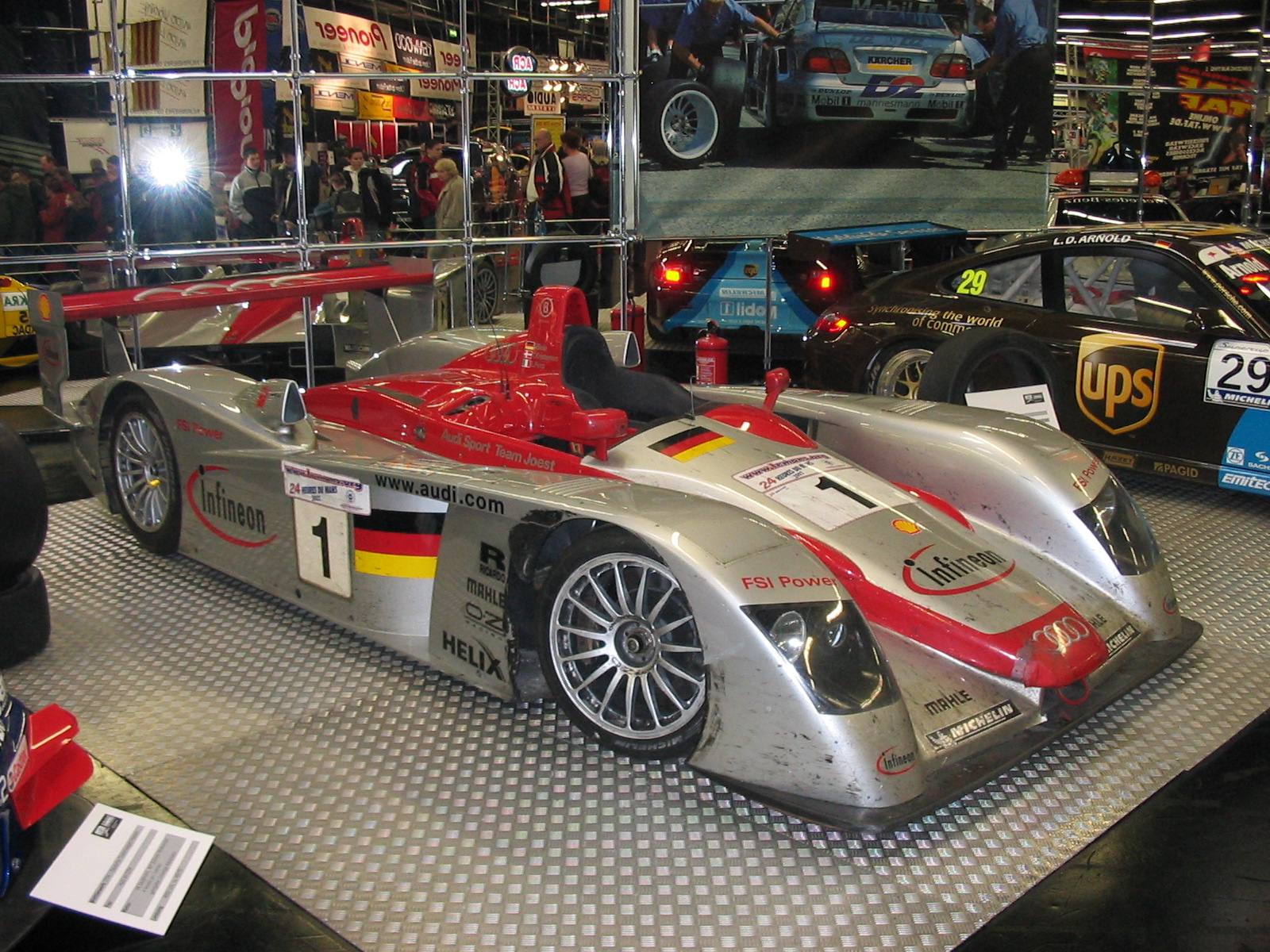
Audi R8

## Ligações Externas
- Official site Joest Racing